# Marokkó az 1968. évi nyári olimpiai játékokon
Marokkó a mexikói Mexikóvárosban megrendezett 1968. évi nyári olimpiai játékok egyik részt vevő nemzete volt. Az országot az olimpián 4 sportágban 25 sportoló képviselte, akik érmet nem szereztek.

## Atlétika
Férfi
| Versenyző      | Versenyszám    | Előfutam      | Előfutam      | Előfutam      | Negyeddöntő | Negyeddöntő | Negyeddöntő | Elődöntő | Elődöntő | Elődöntő | Döntő   | Döntő    |
| Versenyző      | Versenyszám    | Idő           | Hely.         | Össz.         | Idő         | Hely.       | Össz.       | Idő      | Hely.    | Össz.    | Idő     | Helyezés |
| -------------- | -------------- | ------------- | ------------- | ------------- | ----------- | ----------- | ----------- | -------- | -------- | -------- | ------- | -------- |
| Hassan El-Mech | 100 m          | 10,79         | 7.            | 56.           | kiesett     | kiesett     | kiesett     | kiesett  | kiesett  | kiesett  | kiesett | kiesett  |
| Omar Ghizlat   | 400 m          | 48,23         | 6.            | 49.           | kiesett     | kiesett     | kiesett     | kiesett  | kiesett  | kiesett  | kiesett | kiesett  |
| Hamadi Haddou  | 1500 m         | 3:47,01       | 2.            | 6.            |             |             |             | 4:01,70  | 12.      | 22.      | kiesett | kiesett  |
| Larbi Oukada   | 3000 m akadály | nem ért célba | nem ért célba | nem ért célba |             |             |             |          |          |          | kiesett | kiesett  |

## Birkózás
Kötöttfogású
| Versenyző        | Versenyszám | 1. forduló                                | 2. forduló                                 | 3. forduló        | 4. forduló        | 5. forduló        | 6. forduló        | 7. forduló        | Döntő             | Helyezés    |
| Versenyző        | Versenyszám | Ellenfél Eredmény                         | Ellenfél Eredmény                          | Ellenfél Eredmény | Ellenfél Eredmény | Ellenfél Eredmény | Ellenfél Eredmény | Ellenfél Eredmény | Ellenfél Eredmény | Helyezés    |
| ---------------- | ----------- | ----------------------------------------- | ------------------------------------------ | ----------------- | ----------------- | ----------------- | ----------------- | ----------------- | ----------------- | ----------- |
| Mohamed Karmous  | 52 kg       | Sudesh Kumar (IND) · 2-2                  | Rolf Lacour (FRG) · kizárták               | kiesett           | kiesett           | kiesett           |                   |                   | kiesett           | helyezetlen |
| Khalifa Karouane | 57 kg       | An Cshonjong (An Cheon-yeong) (KOR) · 3-1 | Kaya Öczan (TUR) · 3-1                     | kiesett           | kiesett           | kiesett           | kiesett           | kiesett           | kiesett           | helyezetlen |
| Rahal Mahassine  | 63 kg       | Dimitar Galinchev (BUL) · kizárták        | Kim Ikcsong (Kim Ik-Jong) (KOR) · kizárták | kiesett           | kiesett           | kiesett           | kiesett           |                   | kiesett           | helyezetlen |
| Mohamed Mansour  | 70 kg       | Werner Holzer (USA) · kétvállas           | Kurt Madsen (DEN) · 3-1                    | kiesett           | kiesett           | kiesett           | kiesett           | kiesett           | kiesett           | helyezetlen |

## Kosárlabda
| Marokkói férfi kosárlabdacsapat-játékoskeret                                                               | Marokkói férfi kosárlabdacsapat-játékoskeret                                                                            |
| --- | --- |
| - Abdel Gnaoui - Abdel Mimun - Abderrahmane Sebbar - Abderraouf Laghrissi - Allal Bel Caid - Farouk Dioury | - Fathallah Bouazzaoui - Khalil El-Yamani - Mohammed Alaoui - Moukhtar Sayed - Moulay Ahmed Riadh - Noureddine Cherradi |

### Eredmények
Csoportkör
B csoport
| Csapat              | M | Gy | V | P+  | P–  | Pk   |
| ------------------- | - | -- | - | --- | --- | ---- |
| Szovjetunió (URS)   | 7 | 7  | 0 | 642 | 408 | +234 |
| Brazília (BRA)      | 7 | 6  | 1 | 561 | 418 | +143 |
| Mexikó (MEX)        | 7 | 5  | 2 | 493 | 443 | +50  |
| Lengyelország (POL) | 7 | 4  | 3 | 474 | 504 | –30  |
| Bulgária (BUL)      | 7 | 3  | 4 | 456 | 478 | –22  |
| Kuba (CUB)          | 7 | 2  | 5 | 514 | 533 | –19  |
| Dél-Korea (KOR)     | 7 | 1  | 6 | 453 | 530 | –77  |
| Marokkó (MAR)       | 7 | 0  | 7 | 355 | 634 | –279 |

| 1968. október 13. | Brazília (BRA) | 98 – 52 | Marokkó (MAR) |  |
| 1968. október 13. | (48–17)        |         |               |  |

| 1968. október 14. | Szovjetunió (URS) | 123 – 51 | Marokkó (MAR) |  |
| 1968. október 14. | (51–30)           |          |               |  |

| 1968. október 15. | Bulgária (BUL) | 77 – 59 | Marokkó (MAR) |  |
| 1968. október 15. | (35–25)        |         |               |  |

| 1968. október 16. | Mexikó (MEX) | 86 – 38 | Marokkó (MAR) |  |
| 1968. október 16. | (42–15)      |         |               |  |

| 1968. október 18. | Lengyelország (POL) | 85 – 48 | Marokkó (MAR) |  |
| 1968. október 18. | (46–25)             |         |               |  |

| 1968. október 19. | Dél-Korea (KOR) | 76 – 54 | Marokkó (MAR) |  |
| 1968. október 19. | (38–17)         |         |               |  |

| 1968. október 20. | Kuba (CUB) | 89 – 53 | Marokkó (MAR) |  |
| 1968. október 20. | (48–22)    |         |               |  |

A 13–16. helyért
| 1968. október 22. | Fülöp-szigetek (PHI) | 86 – 57 | Marokkó (MAR) |  |
| 1968. október 22. | (36–26)              |         |               |  |

A 15. helyért
| 1968. október 23. | Szenegál (SEN) | 42 – 38 | Marokkó (MAR) |  |
| 1968. október 23. | (24–18)        |         |               |  |

| Csapat        | Helyezés |
| ------------- | -------- |
| Marokkó (MAR) | 16.      |

## Ökölvívás
| Versenyző        | Versenyszám | Selejtező         | 32-es főtábla                | Nyolcaddöntő                  | Negyeddöntő       | Elődöntő          | Döntő             | Helyezés |
| Versenyző        | Versenyszám | Ellenfél Eredmény | Ellenfél Eredmény            | Ellenfél Eredmény             | Ellenfél Eredmény | Ellenfél Eredmény | Ellenfél Eredmény | Helyezés |
| ---------------- | ----------- | ----------------- | ---------------------------- | ----------------------------- | ----------------- | ----------------- | ----------------- | -------- |
| Tahar Aziz       | Papírsúly   |                   | David Nata (ZAM) · 4-1       | Hubert Skrzypczak (POL) · 1-4 | kiesett           | kiesett           | kiesett           | 9.       |
| Boujemaa Hilmann | Légsúly     |                   | Constantin Ciucă (ROU) · 1-4 | kiesett                       | kiesett           | kiesett           | kiesett           | 17.      |
| Mohamed Sourour  | Pehelysúly  |                   | Ali Mebarki (ALG) · 4-1      | Philip Waruinge (KEN) · 0-5   | kiesett           | kiesett           | kiesett           | 9.       |
| Mohamed Bouchara | Váltósúly   | erőnyerő          | Max Hebeisen (SUI) · 1-4     | kiesett                       | kiesett           | kiesett           | kiesett           | 17.      |
| Lahcen Ahidous   | Középsúly   |                   | Mate Parlov (YUG) · 0-5      | kiesett                       | kiesett           | kiesett           | kiesett           | 16.      |